# Ла Верн (Калифорнија)
Ла Верн (енгл. La Verne) град је у америчкој савезној држави Калифорнија. По попису становништва из 2010. у њему је живело 31.063 становника.

## Демографија
Према попису становништва из 2010. у граду је живело 31.063 становника, што је 575 (1,8%) становника мање него 2000. године.
| Група             | 2000.          | 2010.          |
| Белци             | 20.129 (63,6%) | 17.197 (55,4%) |
| Афроамериканци    | 1.016 (3,2%)   | 1.065 (3,4%)   |
| Азијати           | 2.278 (7,2%)   | 2.381 (7,7%)   |
| Хиспаноамериканци | 7.315 (23,1%)  | 9.635 (31,0%)  |
| Укупно            | 31.638         | 31.063         |